# Брзак-Феликс, Ян
Ян Брзак-Феликс (чеш. Jan Brzák-Felix; 6 апреля 1912, Прага — 15 июля 1988, там же) — чехословацкий гребец-каноист, выступал за сборную Чехословакии в середине 1930-х — начале 1950-х годов. Чемпион летних Олимпийских игр в Берлине и Лондоне, серебряный призёр Олимпийских игр в Хельсинки, трёхкратный чемпион мира, чемпион Европы, победитель многих регат национального и международного значения. Заслуженный мастер спорта Чехословакии (1953).

## Биография
Родился 6 апреля 1912 года в Праге в семье плотника Готтлиба Брзака. Был третьим сыном у своих родителей из четырёх (четвёртый сын, родившийся в 1915 году Франтишек, впоследствии тоже стал известным каноистом).
Прозвище Феликс получил ещё в детстве во время обучения в гребной секции, где постоянно ходил в кепке с изображением кота Феликса.
Первого серьёзного успеха на взрослом международном уровне добился в сезоне 1936 года, когда попал в основной состав чехословацкой национальной сборной и благодаря череде удачных выступлений удостоился права защищать честь страны на летних Олимпийских играх в Берлине. Вместе с напарником Владимиром Сыроваткой стартовал в зачёте двухместных каноэ на дистанции 1000 метров, обогнал всех своих соперников и завоевал тем самым золотую олимпийскую медаль. Два года спустя побывал на чемпионате мира в шведском Ваксхольме, откуда привёз награды серебряного и золотого достоинства, выигранные в паре с Богуславом Карликом в двойках на тысяче и десяти тысячах метрах соответственно. В связи с разразившейся Второй мировой войной вынужден был прервать спортивную карьеру.
После окончания войны Брзак-Феликс вернулся в основной состав гребной команды Чехословакии и продолжил принимать участие в крупнейших международных регатах. Так, в 1948 году он отправился представлять страну на Олимпийских играх в Лондоне — с новым партнёром Богумилом Кудрной вновь стал лучшим в километровой гонке двухместных экипажей. В 1949 году также выступил на мировом первенстве по гребному слалому в Женеве и четырежды поднимался здесь на пьедестал почёта, получив в разных дисциплинах две бронзовые медали и две серебряные.
Вернувшись к гребле на гладкой воде, в 1950 году Ян Брзак-Феликс соревновался на чемпионате мира в Копенгагене и одержал победу в обеих дисциплинах, в которых принимал участие: в двойках на одном километре и десяти километрах. Будучи одним из лидеров чехословацкой национальной сборной, благополучно прошёл квалификацию на Олимпийские игры 1952 года в Хельсинки — вместе с Богумилом Кудрной пытался в третий раз стать олимпийским чемпионом в программе каноэ-двоек на тысяче метрах, но на сей раз в решающем финальном заезде уступил датскому экипажу Бента Раска и Финна Хаунстофта, в результате вынужден был довольствоваться серебряной олимпийской медалью.
Покинув большой спорт, Брзак-Феликс продолжил заниматься греблей, регулярно выступал на различных любительских и ветеранских регатах. В частности, в 1955 году он объединился со своим давним напарником Богуславом Карликом и за 20 часов прошёл на каноэ 190 км по реке Влтава от Ческе-Будеёвице до Праги.
Умер 15 июля 1988 года в Праге в возрасте 76 лет.